# Pseudacris cadaverina
Pseudacris cadaverina là một loài ếch trong họ Nhái bén. Loài này được tìm thấy ở độ cao từ mực nước biển lên đến 2290 m ở phía tây nam của California ở Hoa Kỳ và miền Bắc Baja California ở Mexico.

## Hình ảnh

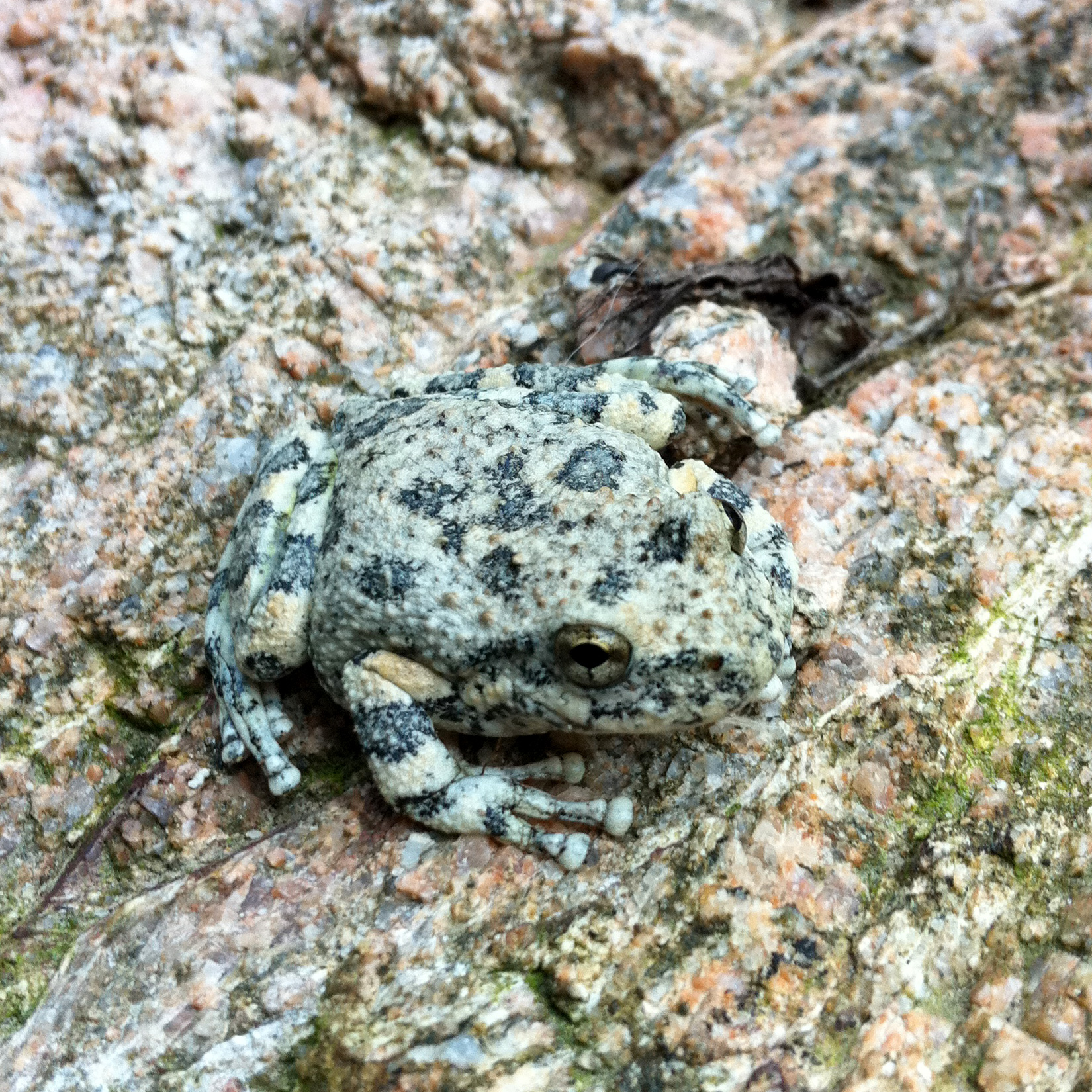
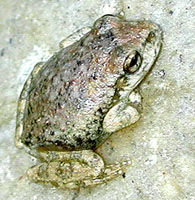
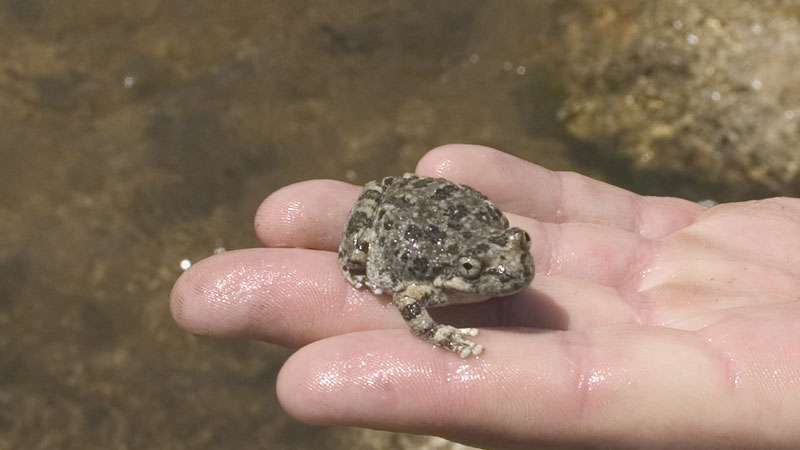